# 勒普朗
勒普朗（法語：Le Plan，法語發音：[lə plɑ̃]）是法国上加龙省的一个市镇，属于米雷区。

## 地理
勒普朗（43°10'1"N, 1°7'13"E）面积8.02 平方千米，位于法国奧克西塔尼大區上加龙省，该省份为法国西南部内陆省份，西南端与西班牙接壤，自此顺时针与上比利牛斯省、热尔省、塔恩-加龙省、塔恩省、奥德省和阿列日省接壤。
与勒普朗接壤的市镇（或旧市镇、城区）包括：法巴、圣克鲁瓦沃尔韦斯特尔、蒙伯罗、圣克里斯托、圣米歇尔。

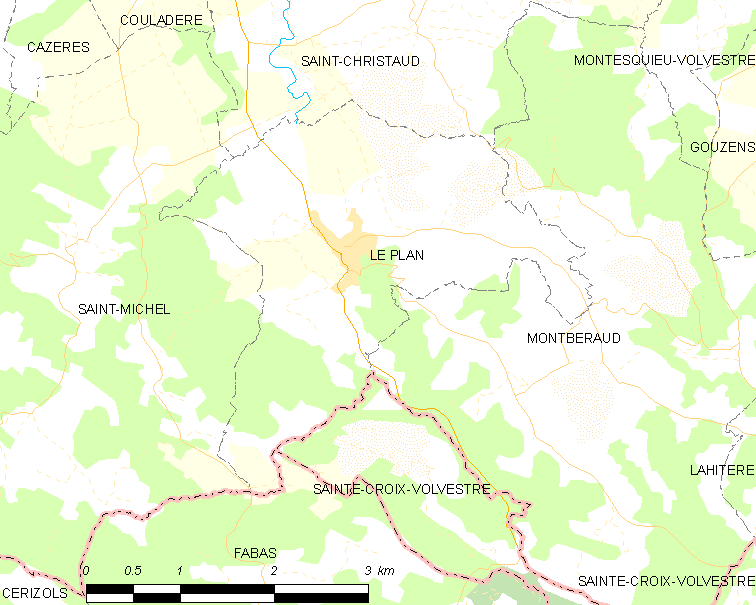
勒普朗的OSM定位图

勒普朗的时区为UTC+01:00、UTC+02:00（夏令时）。

## 行政
勒普朗的邮政编码为31220，INSEE市镇编码为31425。

## 政治
勒普朗所属的省级选区为卡泽尔县。

## 人口

1962-2008年间勒普朗人口变化图示

勒普朗于2022年1月1日时的人口数量为434人。